# پل ولف

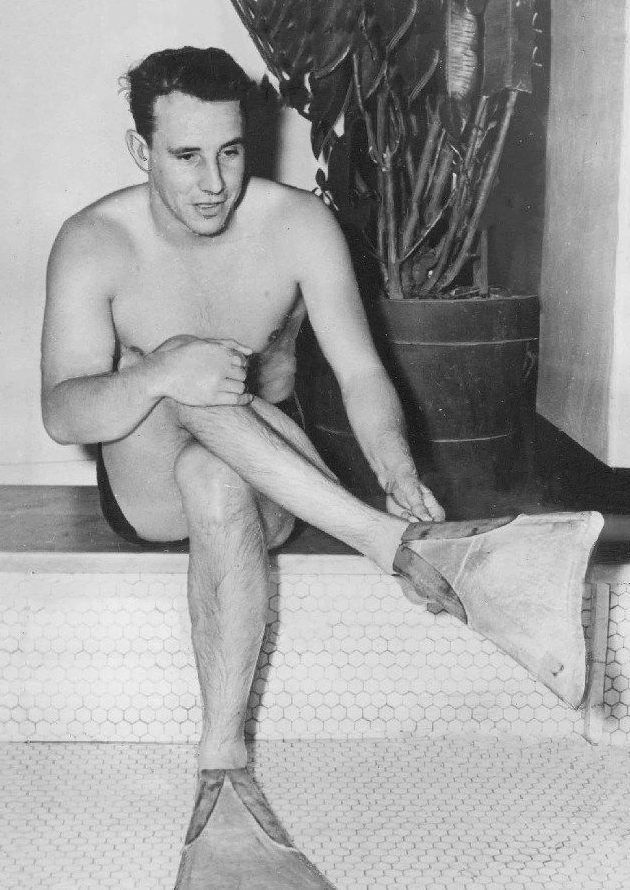
پل ولف در سال ۱۹۴۰

پل ولف (به انگلیسی: Paul Wolf) (زادهٔ ۵ اکتبر ۱۹۱۵) شناگر اهل ایالات متحده آمریکا است.